# 河本真理
河本 真理（こうもと まり、1968年3月24日 - ）は、日本の美術史学者、日本女子大学教授。
東京都生まれ。東京大学文学部美術史学科卒、2002年同大学院人文社会系研究科博士課程単位修得満期退学。2005年パリ第1大学博士号（美術史学）取得。2006年京都造形芸術大学比較藝術学研究センター助教授、2007年准教授、2009年広島大学総合科学部准教授、2014年日本女子大学人間文化学部教授。2007年『切断の時代　20世紀におけるコラージュの美学と歴史』でサントリー学芸賞、渋沢クローデル賞特別賞受賞。西洋美術史専攻。

## 著書
- 『切断の時代 20世紀におけるコラージュの美学と歴史』ブリュッケ 2007
- 『葛藤する形態 第一次世界大戦と美術』人文書院 レクチャー第一次世界大戦を考える  2011